# Greco (cognome)
Greco è un cognome di lingua italiana.

## Varianti
Del Greco, Gian Greco, Giangreco, Greca, Grecchi, Grecco, Grechi, Greci, Greghi, Grego, Grieco, Griego, La Greca, Lagreca, Li Greci, Lo Greco, Lo Grieco, Logreco, Logrieco.

## Origine e diffusione
Di origine etnica, deriva dal soprannome latino graecus, che significa "oriundo della Grecia". Undicesimo cognome italiano per diffusione, è maggiormente concentrato nell'Italia meridionale e in Sicilia che hanno storicamente avuto rapporti stretti con la penisola ellenica, sia durante l'età classica (Magna Grecia) che durante il periodo bizantino. Minoranze linguistiche greche sono ancora presenti nel Salento e nell'Aspromonte.
Sono più di 13.000 le famiglie che in Italia portano questo cognome. In Puglia, è il primo cognome per frequenza, quasi interamente concentrato nel Salento (è presente anche nella variante Grieco nel barese), come pure in Basilicata.
La variante Greca è siciliana; Grecco è laziale; Greci è di Parma, Roma e Frosinone; Grechi è lombardo e del centro Italia; Greghi è ferrarese, rodigino, trentino e genovese; Grego è veneto, friulano, triestino, romano e aquilano; Griego è campano, lucano e pugliese; Lo Greco è palermitano, agrigentino, foggiano e barese; Logreco è barese; Lo Grieco è pugliese; Logrieco è tipico di Bitonto nella città metropolitana di Bari; Del Greco è laziale e abruzzese; La Greca è agrigentino; Lagreca è barese e salernitano; Grecchi è milanese, lodigiano e pavese.

## Persone
- Fedele Greco, calciatore e allenatore di calcio italiano (Cantalupo, n.1930 - Lucca, † 2005)
- Giuseppe Greco, ex calciatore italiano (Palermo, n.1983)
- Peter Greco, ex calciatore italiano (Priverno, n.1946)